# Hubert Kalf
Hubert Kalf (* 11. Februar 1944 in Aachen) ist ein deutscher Mathematiker.
Kalf promovierte 1971 an der RWTH Aachen unter Claus Müller und habilitierte 1976. Von 1977 bis 1983 war an der TH Darmstadt, danach bis zu seiner Emeritierung 2009 Professor an der LMU München. Sein Arbeitsgebiet ist die Spektraltheorie linearer Differentialoperatoren, insbesondere des Schrödinger-Operators und Dirac-Operators der Quantenmechanik.

## Schriften (Auswahl)
- Elliptische Differentialgleichungen zweiter Ordnung. Springer, 2009, ISBN 978-3-540-45717-6 (Lehrbuch, Mitautoren sind Ernst Wienholtz und Thomas Kriecherbauer).
- Non-existence of eigenvalues of Dirac operators. 1980.
- Ein Kriterium für das Fehlen von Eigenwerten bei Schrödingeroperatoren. 1976 (Habilitationsschrift, RWTH Aachen).
- Über die Selbstadjungiertheit halbbeschränkter gewöhnlicher oder elliptischer Differentialoperatoren mit stark singulärem Potential. 1971 (Dissertation, RWTH Aachen).